# José Carlos de Almeida
José Carlos de Almeida (Presidente Bernardes, 14 de novembro de 1967 – Osasco, 25 de outubro de 2024), conhecido como Zé Carlos, foi um futebolista brasileiro que atuou como lateral-direito.
Em 1998, sem jamais ter jogado uma partida pela Seleção Brasileira até então, foi convocado por Zagallo como reserva de Cafu e esteve no grupo que disputou a Copa do Mundo realizada na França.

## Carreira

### Clubes
Trabalhou como bancário no Bradesco e como metalúrgico. Começou sua carreira profissional no São José, em 1990, aos 21 anos de idade.
Vestiu a camisa do Marília no estadual da Série A-3 de 1995, onde fez 11 jogos e um gol, justamente em sua estreia no dia 14 de maio de 1995.
Estava desempregado até dia 10 de janeiro de 1997, quando foi contratado pela Matonense para disputar a Série A2 do Campeonato Paulista, onde se destacou com o título do clube no torneio. Assim, no meio do ano, a revelação foi contratada para reforçar o São Paulo.
Na sua primeira temporada, jogou 17 partidas e ainda conquistou a Bola de Prata como melhor lateral-direito do Brasileirão de 1997. No primeiro semestre de 1998, foi um dos destaques do São Paulo campeão paulista. Não voltou o mesmo após a Copa, seu rendimento caiu consideravelmente e neste ano jogou 47 jogos e marcou um gol.
Jogou poucas partidas em 1999 pelo clube paulista, atuando apenas sete vezes e marcou um gol antes de se despedir do clube. No Tricolor, o lateral fez 72 jogos e dois gols.
Em 1999, Zé Carlos foi emprestado para o Grêmio, onde conquistou o Campeonato Gaúcho e a Copa Sul.
Voltou ao São Paulo em 2000, passou ainda por Ponte Preta e Joinville, onde chegou em março de 2001 conquistando seu último título profissional – o Campeonato Catarinense de 2001. Ficou sem jogar no segundo semestre e voltou em 2002, para a Copa Sul-Minas.
Em 2005, pelo Noroeste, aposentou-se da carreira profissional.

### Seleção Brasileira
Convocado por Zagallo para a Seleção Brasileira, Zé Carlos atuou em duas partidas com a camisa da Amarelinha: a primeira, um amistoso contra o Athletic Bilbao, preparativo para a Copa do Mundo de 1998 e a segunda, no dia 7 de julho de 1998 durante o Mundial, quando precisou substituir Cafu que estava suspenso, nas semifinais contra a Holanda. A despeito da desconfiança da mídia, quando, nas vésperas do jogo, um repórter o perguntou acerca de como ficaria sua carreira se ele tivesse um mau desempenho durante a partida, o lateral não comprometeu, participando dos 120 minutos que classificaram o Brasil à final.

## Morte
Zé Carlos morreu no dia 25 de outubro de 2024, aos 56 anos, vitimado por uma parada cardiorrespiratória enquanto dormia.

## Títulos
Matonense
- Campeonato Paulista - Série A2: 1997

São Paulo
- Campeonato Paulista: 1998

Grêmio
- Campeonato Gaúcho: 1999
- Copa Sul: 1999

Joinville
- Campeonato Catarinense: 2001

### Prêmios individuais
- Bola de Prata da revista Placar: 1997